# Initiative populaire « Approvisionnement du pays en blé »
L'initiative populaire « Approvisionnement du pays en blé » est une initiative populaire suisse, rejetée par le peuple et les cantons le 3 mars 1929.

## Contenu
L'initiative propose d'ajouter un article 23bis à la Constitution fédérale, demandant à la Confédération de prendre les mesures nécessaires pour assurer l'approvisionnement en blé du pays. Parmi ces mesures, sont citées la constitution de réserves et l'encouragement à la culture céréalière. L'initiative exclut cependant un monopole fédéral sur l'importation.
Le texte complet de l'initiative peut être consulté sur le site de la Chancellerie fédérale.

## Déroulement

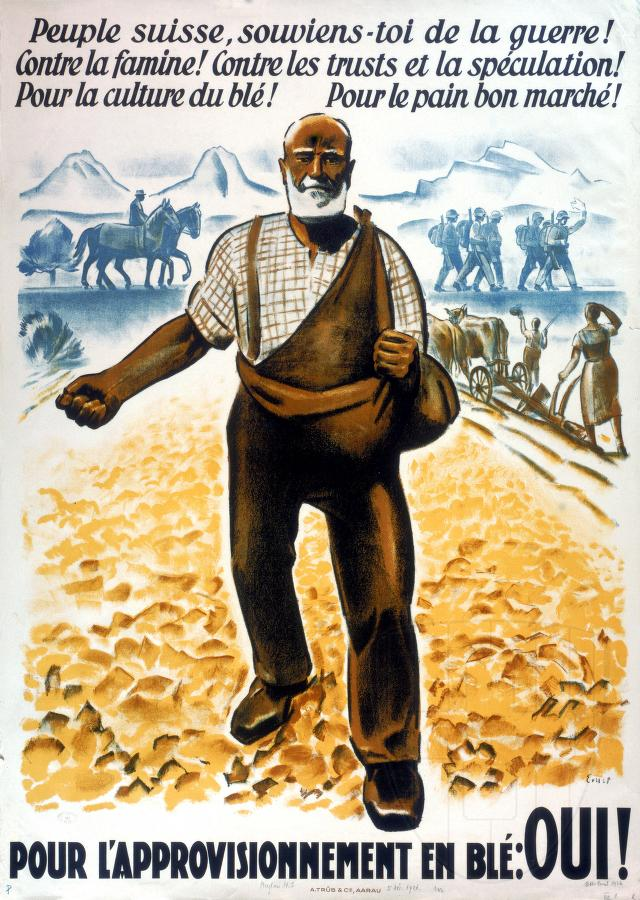
Affiche en faveur de la première votation de 1926.

### Contexte historique
Pendant la première moitié du XXe siècle, les céréales et la pomme de terre sont les principales cultures en Suisse ; cette situation est en particulier due à la plus grande stabilité financière apportée par cette activité par rapport à l'élevage bovin. Au déclenchement de la Première Guerre mondiale, le besoin en culture céréalière indigène se fait brutalement sentir, forçant les autorités à prendre des mesures énergiques de promotion et d'établir un monopole d'importation impopulaire : la proportion de production indigène de pain n'atteint cependant, au moment où l'initiative est lancée, qu'un cinquième des besoins nationaux.
En 1926, un projet de loi sur le sujet édicté par le Parlement est proposé en votation ; ce projet prévoit l'instauration officielle du monopole d'importation attribué à une coopérative soumise au contrôle de la Confédération. Pendant la campagne, une partie des adversaires à cette proposition se déclare contre le monopole d'État, tout en affirmant sa volonté d'aider les cultivateurs : ce sont ces mêmes adversaires qui présenteront, à la suite de l'échec du projet en votation publique le 5 décembre 1926.

### Récolte des signatures et dépôt de l'initiative
La récolte des 50 000 signatures nécessaires a débuté le 1er avril 1926. Le 16 octobre de la même année, l'initiative a été déposée à la chancellerie fédérale qui l'a déclarée valide le 6 décembre.

### Discussions et recommandations des autorités
Le parlement et le Conseil fédéral recommandent tous deux le rejet de cette initiative. Dans son message adressé à l'assemblée, le Conseil fédéral, s'il exprime son accord avec la proposition de l'initiative, relève dans le texte proposé trois manques (obligation faite au commerce privé de participer à la sécurité de l'approvisionnement national, disposition financière pour permettre d'acheter les céréales étrangères et dispositions concernant la meunerie). En conséquence, le Conseil fédéral propose un contre-projet direct qui, tout en conservant l'esprit de l'initiative, détaille les aspects liés à la meunerie indigène et précise que le financement de cet approvisionnement en blé est réalisé grâce à l'augmentation des droits de douane. Ce contre-projet est accepté par le Parlement et présenté comme tel au vote populaire.

### Votation
Soumise à votation le 3 mars 1929, l'initiative est refusée par la totalité des 19 6/2 cantons et par 97,3 % des suffrages exprimés, ce qui représente le refus le plus net jamais enregistré pour une initiative populaire. Le tableau ci-dessous détaille les résultats par cantons pour ce vote :
Le contre-projet du gouvernement est, quant à lui, approuvé par 18 6/2 cantons (tous à l'exception de Neuchâtel) et 66,8 % des suffrages exprimés. Le tableau ci-dessous détaille les résultats par cantons pour ce contre-projet :

## Effets
À la suite de l'acceptation du contre-projet, la loi sur le ravitaillement du pays en blé du 7 juillet 1932 entre en vigueur le 1er juillet de l'année suivante. Cette loi se révèlera, moyennant quelques ajustements, parfaitement adaptée à la situation de crise provoquée par la Seconde Guerre mondiale. Ce n'est qu'en 1956 qu'une révision de la loi est mise sur pied ; Cette modification est cependant refusée en votation le 30 septembre 1956. En conséquence de ce refus, le Parlement propose de prolonger jusqu'en 1960 au plus tard, le régime transitoire mis en place sur le sujet pendant la guerre ; cette proposition est acceptée par le peuple le 24 novembre 1957.
Par la suite, la loi sur les blés sera modifiée le 20 mars 1959 et accompagnée de plusieurs ordonnances fédérale sur l'approvisionnement du pays en blé en 1959 et en 1986.